# Инишка
Инишка — река в России, протекает в основном в Ярославском районе Ярославской области, левый приток реки Кисма.
Вытекает из лесного болота в Гаврилов-Ямском районе. Впадает в Кисму по левому берегу у деревни Софряково.
В бассейне реки находятся населённые пункты Туношенского сельского поселения: Анискино, Жабино, Исаково, Сеславино. На правом берегу реки находится урочище Камешково.